# Ярковское сельское поселение (Омская область)
Ярковское сельское поселение — сельское поселение в Усть-Ишимском районе Омской области Российской Федерации.
Административный центр — село Ярково.

## География
Ярковское сельское поселение находится в бассейне реки Иртыш.

## Население
| 2010 | 2011 | 2012 | 2013 | 2014 | 2015 | 2016 |
| ---- | ---- | ---- | ---- | ---- | ---- | ---- |
| 717  | ↘714 | ↘684 | ↘645 | ↘627 | ↗628 | ↘596 |
| 2017 | 2018 | 2019 | 2020 | 2021 | 2023 |      |
| ↘587 | ↘578 | ↘540 | ↘532 | ↘466 | ↘427 |      |

## Состав сельского поселения
| № | Населённый пункт | Тип населённого пункта       | Население |
| - | ---------------- | ---------------------------- | --------- |
| 1 | Ильчебага        | деревня                      | ↘297      |
| 2 | Эбаргуль         | деревня                      | ↘200      |
| 3 | Ярково           | село, административный центр | ↗220      |